# Феодоровский собор (Пушкин)
Фео́доровский Госуда́рев собо́р — православный храм в пригороде Санкт-Петербурга городе Пушкине на Академическом проспекте у Фермского парка.
Приход храма относится к Санкт-Петербургской епархии Русской православной церкви, входит в состав Пушкинского (Царскосельского) благочиния. Настоятель — иерей Герман Ранне.
Строился в 1909—1912 годы по поручению императора Николая II как церковь для Собственных Его Величества Конвоя и Сводного пехотного полка, освящён 20 августа (2 сентября) 1912 года. С 1933 по 1991 год храм был закрыт.
В соборе находится почитаемый список чудотворной Феодоровской иконы Божией Матери.

## История

### Временная церковь
В 1895—1896 годах в районе Египетских ворот Царского Села разместился Собственный Его Императорского Величества сводный пехотный полк. Для него были построены деревянные казармы. Рядом был размещён и Собственный Его Императорского Величества Конвой.
В середине 1900-х годов возникла идея строительства на территории казарм архитектурного комплекса в стиле XVII века под названием «Фёдоровский городок». Доминантой должен был стать полковой храм.
В конце 1908 года император Николай II лично указал и отмерил шагами место для постройки постоянного храма на поляне, прилегающей к парку, неподалёку от Александровского дворца.

#### Сооружение
В начале 1909 года был сооружён временный храм для чинов Сводного пехотного полка и Собственного конвоя. Помещение было найдено в новом каменном здании учебной команды полка. Здесь установили иконостас походной церкви лейб-гвардии Преображенского полка, полученный 13 (26) января 1909 года. Обустраивал храм капитан лейб-гвардии Павловского полка Дмитрий Ломан. 6 (19) февраля 1909 года в церкви состоялась первое богослужение. Временная церковь была освящена во имя преподобного Серафима Саровского.

#### Интерьер
Для храма были пожертвованы из Москвы храмовая утварь и облачения священнослужителей. Сюда была передана икона святого Серафима Саровского, написанная матерью Серафимой, старшей сестрой живописной мастерской Серафимо-Дивеевского монастыря, освящённая у мощей преподобного в год его прославления. Игумения Серафимо-Понетаевского монастыря Нектария пожертвовала точную копию чудотворной Понетаевской иконы Божией Матери «Знамение».
24 мая (6 июня) 1909 года, с переходом полка на летнюю стоянку в Петергоф, церковь была закрыта. В ней продолжались работы. Князь Михаил Путятин создал чертёж нового иконостаса, который создавался с июня по декабрь 1909 года.
Архитектор Владимир Покровский украсил помещения церкви утварью и иконами, созданными по древнерусским образцам. Стены были обтянуты парусиной, крашеной в красноватый цвет, с набитыми на ней орлами времён царя Алексея Михайловича. В храме были собраны древние иконы.

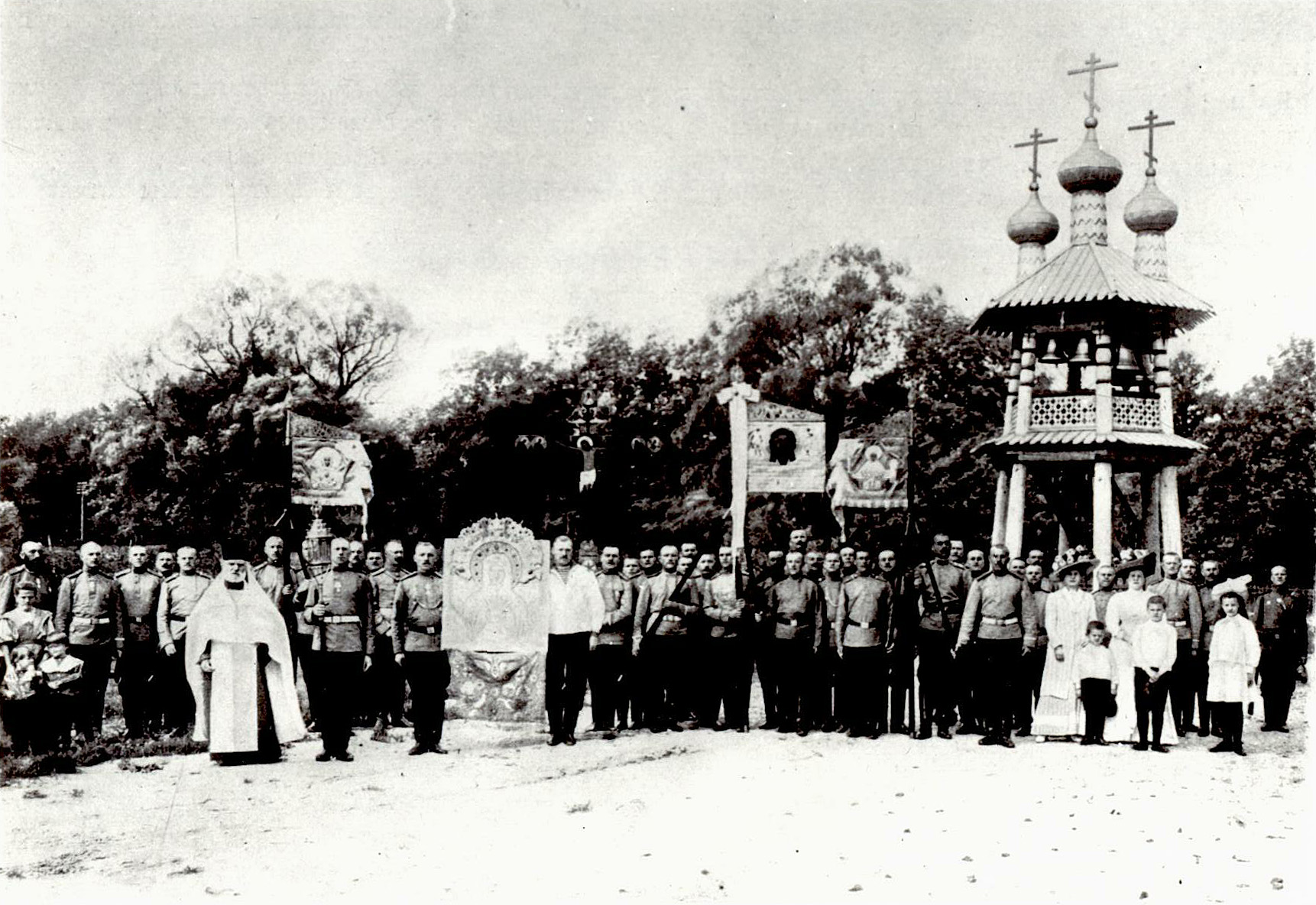
Крестный ход с места строительства Фёдоровского собора до временной церкви.
Фото 24 июня 1910 года

Кроме того, в Серафимовской церкви находились чтимые святыни. По благословению митрополита Московского Владимира сюда была передана частица мощей святой княгини Анны Кашинской. В декабре 1910 года из упразднённой шлиссельбургской крепостной церкви поступил напрестольный крест 1700 года с 12 частицами мощей и Евангелие, напечатанное в 1677 году, пожертвованное царём Фёдором Алексеевичем «в соборную церковь Архистрига Михаила».
По окончании строительства Феодоровского собора вся утварь временной церкви (за исключением иконостаса) была перенесена в его нижний придел и устроена в виде пещерного храма с сохранением престола преподобного Серафима Саровского. Здание, в котором находилась временная церковь, сохранилось до нашего времени (Академический проспект, 12).

### Строительство собора
Одновременно началось сооружение Фёдоровского собора.
Император специальным указом утвердил Строительный комитет по возведению собора под председательством командира Сводного пехотного полка генерал-майора В. А. Комарова. В состав комитета вошёл и Д. Н. Ломан.

#### Проект А. Н. Померанцева
Составление первоначальных чертежей было поручено архитектору А. Н. Померанцеву. Архитектор разработал проект в первичных для него формах в стиле церквей К. А. Тона. Проект был одобрен.
20 августа (2 сентября) 1909 года состоялась закладка храма. Торжественный молебен по этому случаю совершил Феофан (Быстров), епископ Ямбургский. Первый закладной камень был положен императором Николаем II.
Однако вскоре после начала работ по сооружению фундаментов проект А. Н. Померанцева подвергся критике. Стало ясно, что замысел слишком велик и громоздок.

#### Проект В. А. Покровского

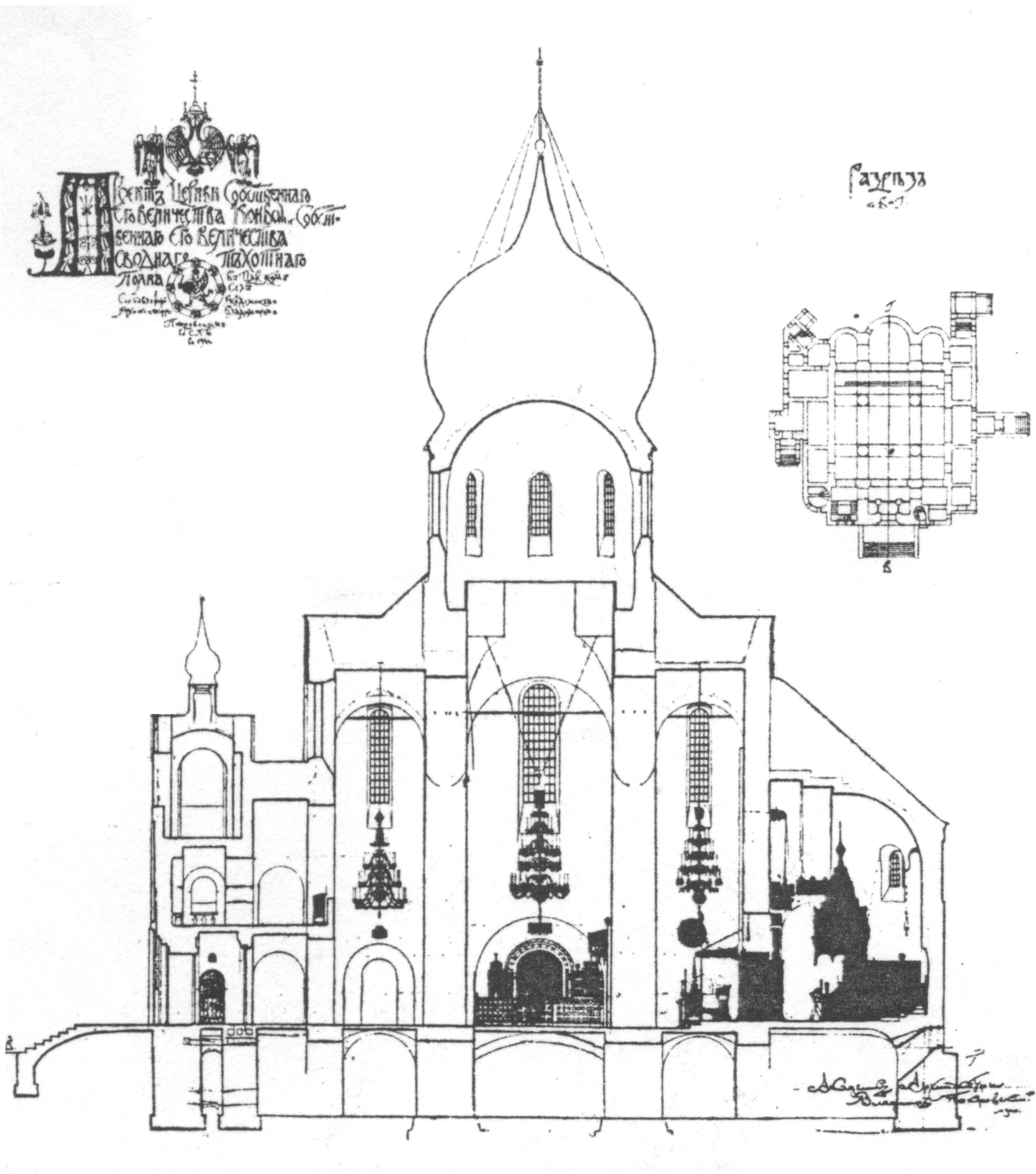
Проект храма 1910 года. Разрез

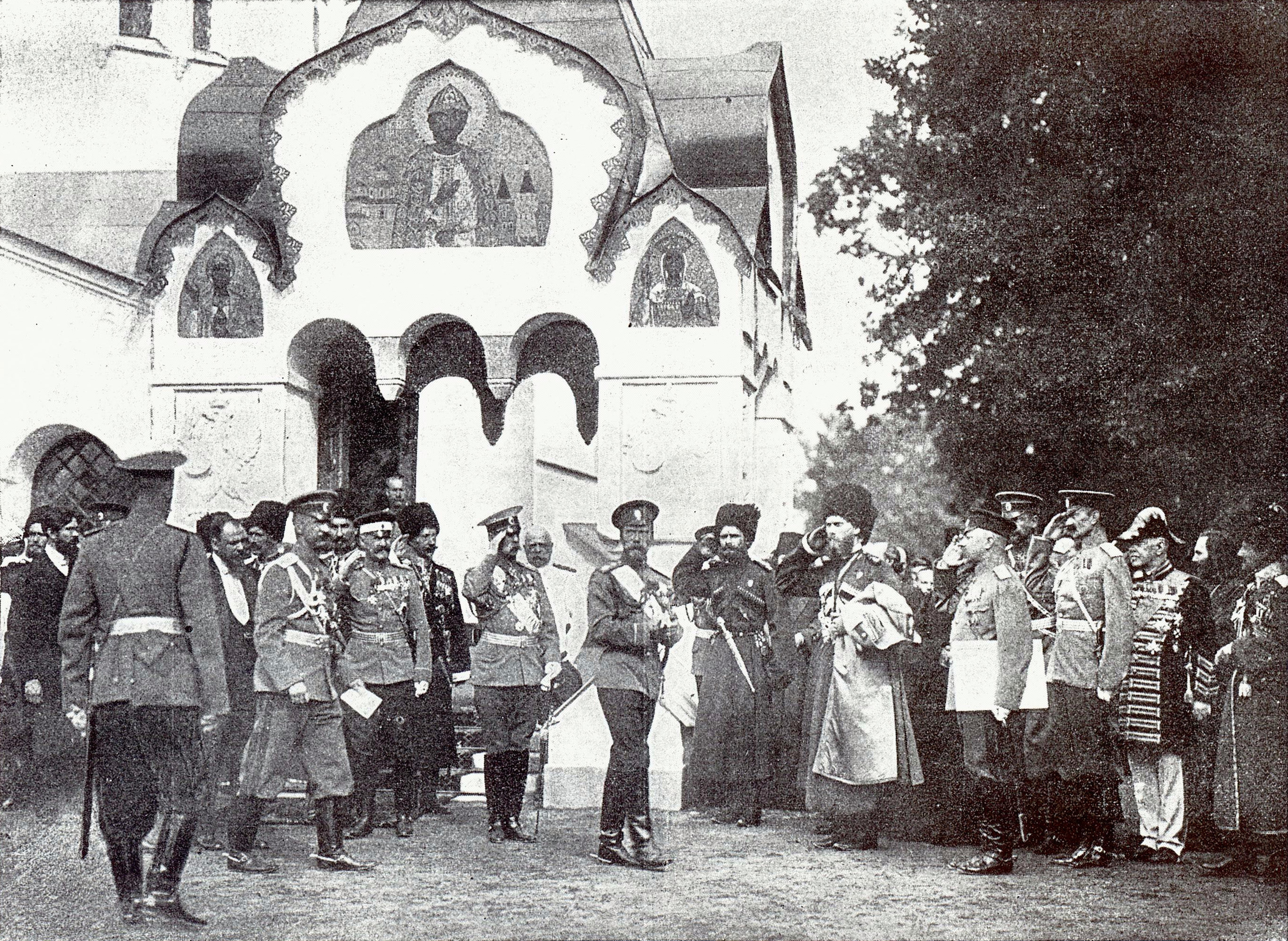
Приём Николаем II депутации после освящения Фёдоровского Государева собора. Фото 1912 года

А. Н. Померанцеву было отказано, взамен приглашён молодой В. А. Покровский. Принято считать, что В. А. Покровский взял за образец Благовещенский собор Московского Кремля в его древнейшем виде, без последующих переделок и пристроек XVI века.
Проект был утверждён 1 (14) августа 1910 года. Вместе с В. А. Покровским работал В. Н. Максимов.
Основные средства для постройки собора (150 000 рублей) предоставили Николай II и Александра Фёдоровна. Они постоянно следили за стройкой и присутствовали в важнейшие моменты. Например, 26 февраля (11 марта) 1910 года, когда на собор поднимали кресты, и 4 (17) марта — колокола. Полная стоимость строительства собора 1 миллион 150 тысяч рублей. Эту сумму, кроме указанного вклада императорской семьи, составили добровольные пожертвования купечества и промышленников.
Торжественное освящение нового собора состоялось 20 августа (2 сентября) 1912 года в присутствии императорской семьи; было совершено протопресвитером военного и морского духовенства Георгием Шавельским.
Пещерный храм был устроен путём перенесения всего убранства временной церкви с сохранением престола во имя преподобного Серафима Саровского. Он был освящён 27 ноября (10 декабря) 1912 года Серафимом, епископом Кишиневским.
По окончании в октябре 1913 года всех строительных работ, возник вопрос о настенной росписи всего собора, предусмотренной проектом В. А. Покровского. По указанию Николая II роспись Фёдоровского собора должна была быть выполнена по образцам церкви Иоанна Предтечи в Ярославле и Воскресенского храма в Ростовском Кремле. Был учреждён специальный комитет, под председательством К. Ширинского-Шихматова, в составе: ктитора Д. Н. Ломана, графа А. А. Бобринского, В. А. Покровского и др. В связи с этим члены Комитета выезжали в Ярославль и Ростов. Императору был представлен обширный изобразительный материал по этим храмам в виде цветных фотографий, копий живописи и другое. Всё было одобрено.

### События 1913—1934 годов
26 января (6 февраля) 1914 года распоряжением протопресвитера Военного и Морского духовенства церковь Собственных Его Величества Конвоя и Сводного пехотного полка получила новое наименование — «Феодоровский Государев собор».
Фёдоровский Государев собор считался полковым храмом Сводного пехотного полка и Собственного его императорского величества конвоя, а также был «приходом семьи императора». Во время пребывания в Царском Селе семья императора посещала храм в праздничные и воскресные дни. В пещерном храме император молился в дни говения.
Простые миряне допускались в собор по пригласительным билетам, которые могли получить только у дворцового коменданта.
Император посещал службы в соборе довольно часто. Как правило, в таких случаях соблюдался этикет: на боковом подъезде императора с семьёй встречал ктитор — полковник Д. Н. Ломан, а у входа — дворцовый комендант. Далее императорская семья входила через боковую дверь на правый клирос; дворцовый комендант следовал за ними и занимал место около клироса, впереди команд казаков и нижних чинов, стоявших во всю ширину собора. Иногда императрица проходила в отдельную молельню, отделенную от алтаря аркой. Николай II и члены его семьи традиционно присутствовали в Фёдоровском соборе перед важными делами.
В 1917 году собор стал приходским храмом, через год в Детскосельский отдел ЗАГСа были переданы все метрические книги. В 1922 году произошло самое крупное изъятие имущества. В 1925 году убранство Пещерной церкви было оценено и передано в Екатерининский дворец-музей, а в 1927 году на выставку в Русский музейный фонд были изъяты старинные облачения. Кроме того, в соборе произошло несколько краж, ответственность за которые была возложена на «двадцатку».
Храм с января 1928 года был одним из центров иосифлянского движения. В собор регулярно устраивались паломничнства из других иосифлянских храмов Ленинграда: протоиерей Алексий Кибардин водил гостей по храму, подробно с демонстрацией предметов рассказывал об императорском периоде жизни собора. 21 апреля 1931 года представителями ОГПУ во время ареста протодиакона Николая Нейдбайлика были отобраны ключи от собора, которые затем были обнаружены брошенными на городской площади. 26 августа того же года храм был снова открыт.

### В советское время
Впервые вопрос о закрытии храма прозвучал на уровне Детскосельского горсовета в декабре 1932 года. Поводом послужила задержка перезаключения «двадцаткой» договора с властями. Кроме того, в качестве причин назывались большое количество действующих храмов в Детском Селе и необходимость выделения помещения для устройства клуба Института молочного животноводства.
13 июня 1933 года было принято решение Леноблисполкома о закрытии храма. Официально собор был закрыт решением ВЦИК 27 декабря 1933 года.
Церковное имущество закрытого собора было поделено между несколькими музеями. После передачи икон из нижнего храма в Русский музейный фонд выяснилось, что большинство из них, считавшихся подлинно древними, полностью или отчасти фальсифицированы.
Мозаика была закрашена. Верхний храм был приспособлен под кинозал, экран располагался на месте алтаря. В нижнем был устроен архив кинофотодокументов и склад киноплёнки.
Во время Великой Отечественной войны здание сильно пострадало от обстрелов немецкой артиллерии. Стены северного и западного фасадов получили пробоины, повреждено перекрытие кровли, уничтожено луковичное завершение главного купола. Лестница главного входа была разобрана. Архив, находившийся в храме, сгорел.
По некоторым сведениям, после войны в нижнем храме сельскохозяйственный институт устроил овощехранилище. В 1962 году взрывами были уничтожены пристройки к собору. Остов здания использовали для тренировок альпинисты. В 1985—1995 годах трест «Леноблреставрация» проделал большую работу по восстановлению собора.

### Возвращение храма, современная деятельность
Весной 1991 года Фёдоровский собор был передан Русской Православной Церкви. В том же году в одном из царскосельских парков была найдена Феодоровская икона Божьей Матери, ставшая одной из почитаемых святынь собора. 15 января (по другим данным, 1 марта) 1992 года начались богослужения в нижней, а 29 августа 1996 года — в верхней церквях.
В 1995 году Фёдоровский собор включен в число объектов исторического и культурного наследия как памятник архитектуры федерального значения.
15 октября 2006 года, около 8:30, в подвальном помещении, приспособленном под хранение икон, на площади 10 м² сгорела церковная утварь, приготовленная на реализацию.
4 сентября 2009 года в Москву из Амстердама были доставлены две иконы — Божией Матери и святого Александра Невского, ранее находившиеся на главных хоругвях верхнего храма. На сегодняшний день это первые иконы Фёдоровского собора, обнаруженные в зарубежной частной коллекции. Приобретённые известным московским коллекционером И. В. Возяковым, эти иконы будут выставлены для обозрения в «Доме Иконы на Спиридоновке» в Москве.

## Архитектура, убранство и устройство собора

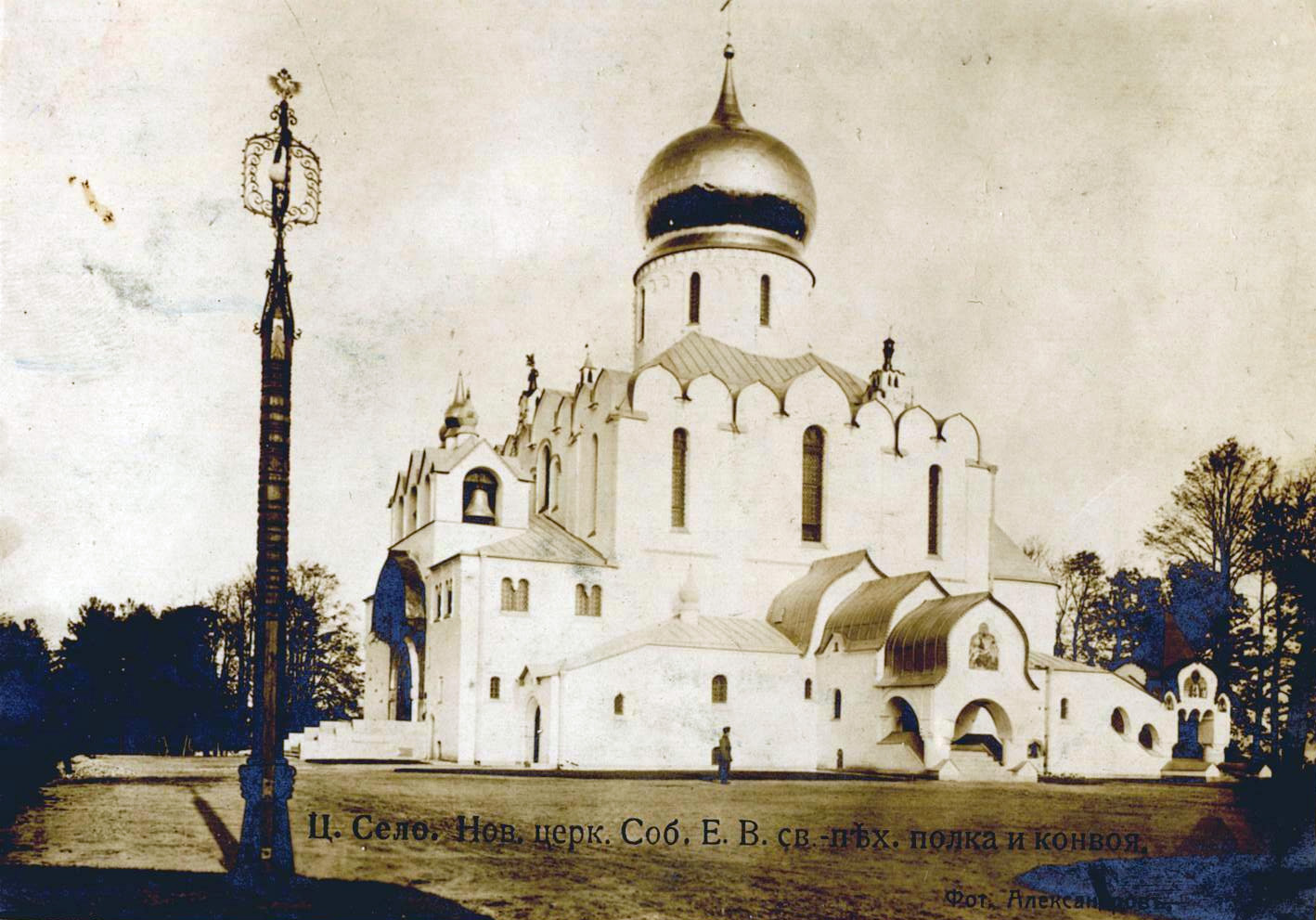
Фото 1912 года

Расположенный на самом высоком месте, собор главенствует над всеми постройками Фёдоровского городка.
Собор состоял из двух церквей — верхняя церковь, вместимостью до 1000 человек, с главным престолом во имя Фёдоровской иконы Божией Матери и боковым приделом святителя Алексия, митрополита Московского (устройство и освящение которого к 1917 году так и не было доведено до конца); нижняя церковь — пещерный храм преподобного Серафима Саровского.
Обширный фундамент, заложенный ещё А. Н. Померанцевым, дал возможность при сокращении размеров храма, по чертежу В. А. Покровского, устроить ряд второстепенных низких помещений для папертей, часовен, входов и ризницы.
Основной объём храма четырёхстолпный кубический, крестово-купольной системы. Однообразные плоскости стен нарушаются слегка выделяющимся лопатками, лёгким аркатурным поясом и лепными российскими гербами на царском крыльце. Фасады украшены мозаичными панно, изготовленными в мастерской Владимира Фролова.

### Входы в храм и мозаика

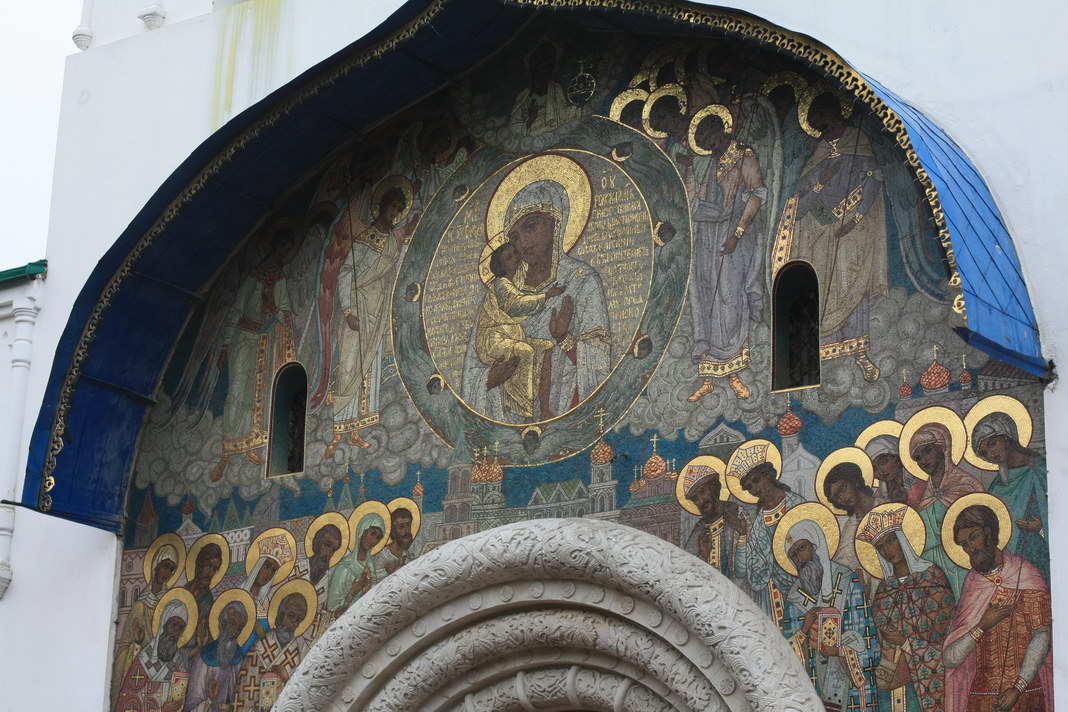
Мозаика парадного входа. Фото 2009 года

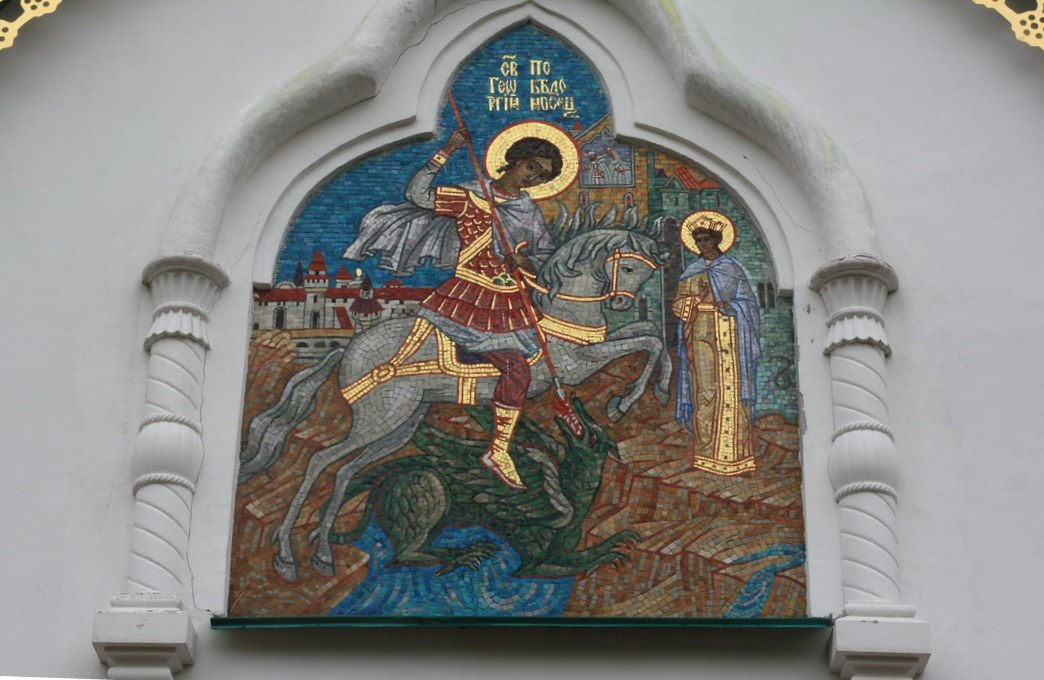
Мозаика над входом для офицеров. Фото 2009 года

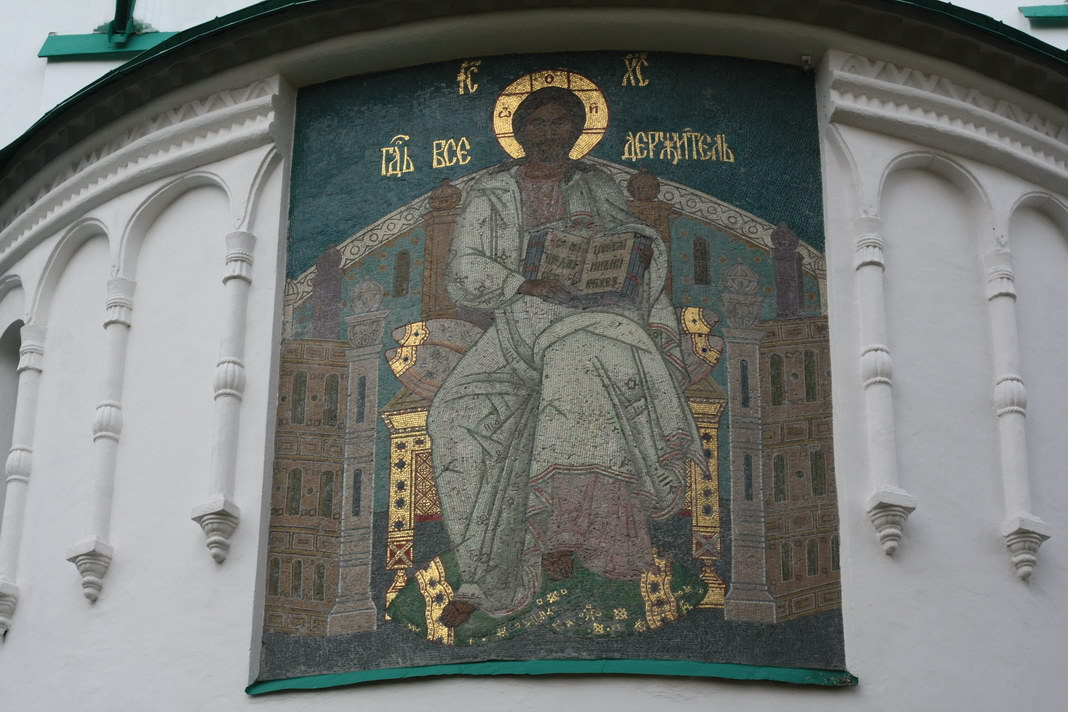
Мозаика в абсиде. Фото 2009 года

В храме несколько входов, размещенных с разных сторон здания, ранее предназначенных для разных категорий посетителей так, что император с семьёй, духовенство, офицеры, солдаты и частные лица могли проходить отдельно, прямо в те места в храме, которые для них были предназначены.
- С западной стороны: Парадный вход декорирован большим мозаичным панно с изображением Фёдоровской иконы Божией Матери с предстоящими святыми. Над этим входом находится небольшая звонница с тремя арками и колоколами. В стене по сторонам от входа были вделаны доски с датами закладки и освящения храма, а также с именами строителей. В храм ведёт лестница красного гранита. Этим входом пользовались в редких случаях во время больших праздников. Повреждённая мозаика была восстановлена художниками В. Н. и Н. Лупановым с учениками[18].
- С южной стороны здания находились два входа:

- вход для офицеров и чинов конвоя, решённый в виде трёхступенчатых арок и украшенный мозаичным изображением Георгия Победоносца на коне. Мозаика была восстановлена мозаичными мастерскими Российской академии художеств под руководством В. А. Машенкина;
- отдельный вход для императорской семьи в пещерный храм. Вход был украшен иконой (не мозаичным панно) с изображением преподобного Серафима Саровского.

- В юго-восточном углу здания находится вход, ведущий в верхний храм, ранее предназначенный также для императорской семьи. Он оформлен в виде каменного крыльца с шатровым синим верхом, завершенным золоченым орлом на скипетре (точная копия изображения в Патриаршей палате Кремлёвского дворца). Над входом — иконы святого благоверного князя Александра Невского, Марии Магдалины, святой царицы Александры.
- На северной стороне собора два входа:

- основной — посередине стены, ведущей в верхний храм и служивший общим входом для прихожан и нижних чинов летом. Сейчас — также основной вход. Над ним находилось мозаичное изображение Архангела Михаила на красно-огненном коне в боевом вооружении.
- вход в пещерный храм, солдатскую шинельную и в кочегарку (он также назывался входом для нижних чинов). Сейчас над входом мозаика с изображением преподобного Серафима Саровского, что не соответствует исторической действительности.

Под колокольней находится небольшая дверь, которая ведёт в нижнюю часть храма. Небольшие двери находятся также в северо-восточном и юго-западном (в покойницкую) углах храма.
На восточной стороне, над алтарной стороной, в абсиде, мозаика Господь Вседержитель.

### План Верхнего храма собора
|                                                                       | 1 — Парадный (западный) вход. |
| 2 — Вход (южный) для офицеров и чинов конвоя.                         |                               |
| 3 — Царское крыльцо.                                                  |                               |
| 4 — Вход для причта.                                                  |                               |
| 5 — Вход (северный) в верхний храм для прихожан и нижних чинов летом. |                               |
| 6 — Вход в пещерный храм, солдатскую шинельную и кочегарку.           |                               |
| 7 — Лестница в нижний храм.                                           |                               |
| 8 — Подкупольная часть.                                               |                               |
| 9 — Амвон.                                                            |                               |
| 10 — Иконостас.                                                       |                               |
| 11 — Главный придел Феодоровской иконы Божией Матери.                 |                               |
| 12 — Северный придел святителя Алексия, митрополита Московского.      |                               |

### Верхний храм

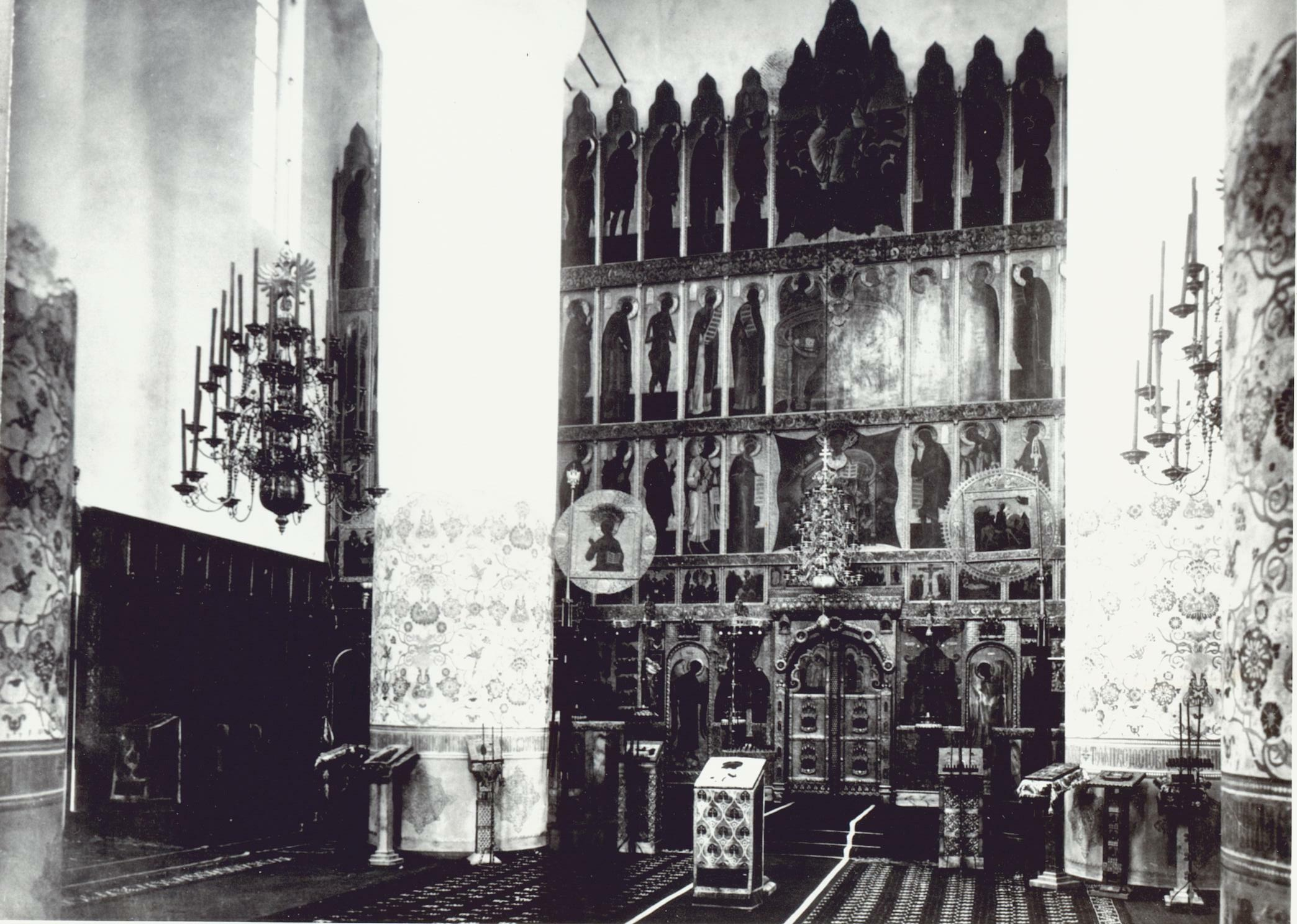
Иконостас верхнего храма. Фото 1912 года

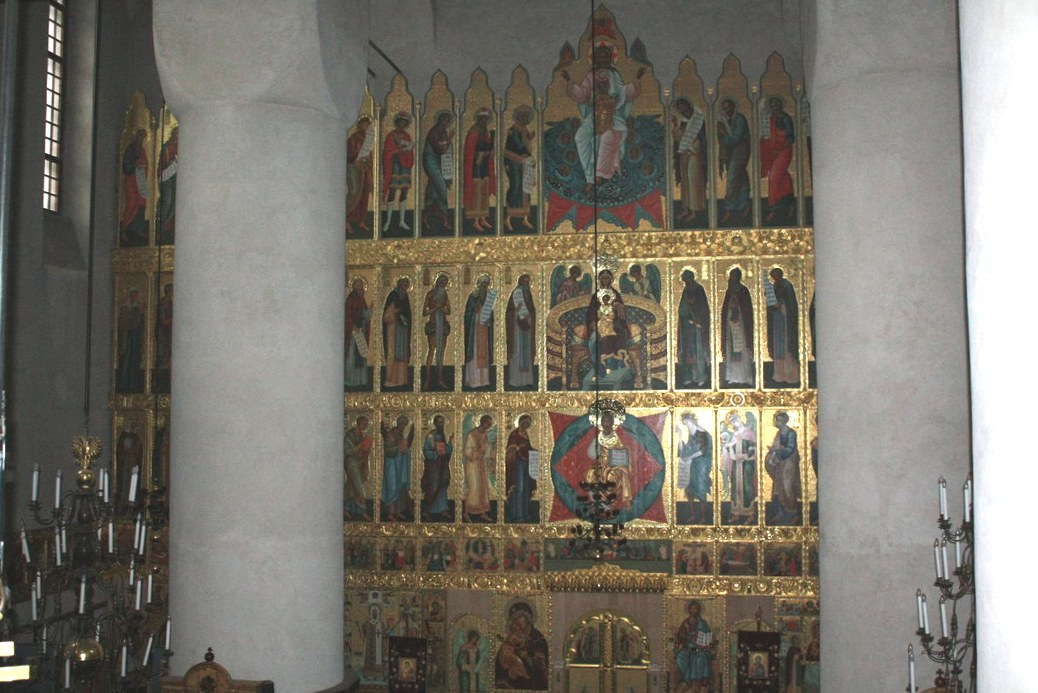
Иконостас верхнего храма. Фото 2009 года

Интерьер верхнего храма отличался величием архитектурных форм, грандиозными размерами круглых столпов, высотой внутреннего объёма и хорошей освещенностью.
Он имел пятиярусный иконостас, выполненный по проекту В. А. Покровского. Высота иконостаса составляла 11 метров. В иконостасе размещались иконы, исполненные в Москве с древних образцов в мастерской Н. С. Емельянова (ныне находятся в Государственном музее истории религии).
Утварь верхнего храма в стиле XVII века изготовила фирма «П. И. Оловянишников и сыновья».
Мебель для обоих храмов была изготовлена резчиками по дереву Сергиева Посада.
Н. С. Емельяновым в 1914 году были начаты пробы росписи верхнего храма. Успели расписать 4 столпа на высоту человеческого роста, однако вследствие сырости стен и начавшейся войны эти работы пришлось остановить.
В верхнем храме на солее справа находилось царское место, с установленными креслами; рядом — дверь соединявшая храм с верхней царской комнатой и «царской» лестницей, соединяющей оба храма. Там же, справа от алтаря, располагалось молельня императрицы.

### Нижний храм
По первоначальному проекту архитектора В. А. Покровского, пещерного храма в Федоровском соборе не предполагалось, и ныне им занимаемое место предназначалось для устройства отопления и раздевальни для нижних чинов. Утварь и иконы временной Серафимовской церкви готовились к перенесению в верхний храм. Тем не менее, было решено перенести её в целости в Фёдоровский собор в виде пещерного храма, с сохранением престола преподобного Серафима.
Для церкви был углублён и расширен подвал, определённый ранее заложенным фундаментом. Над его обустройством трудился помощник строителя собора архитектор В. Н. Максимов, под руководством князя А. А. Ширинского-Шихматова.

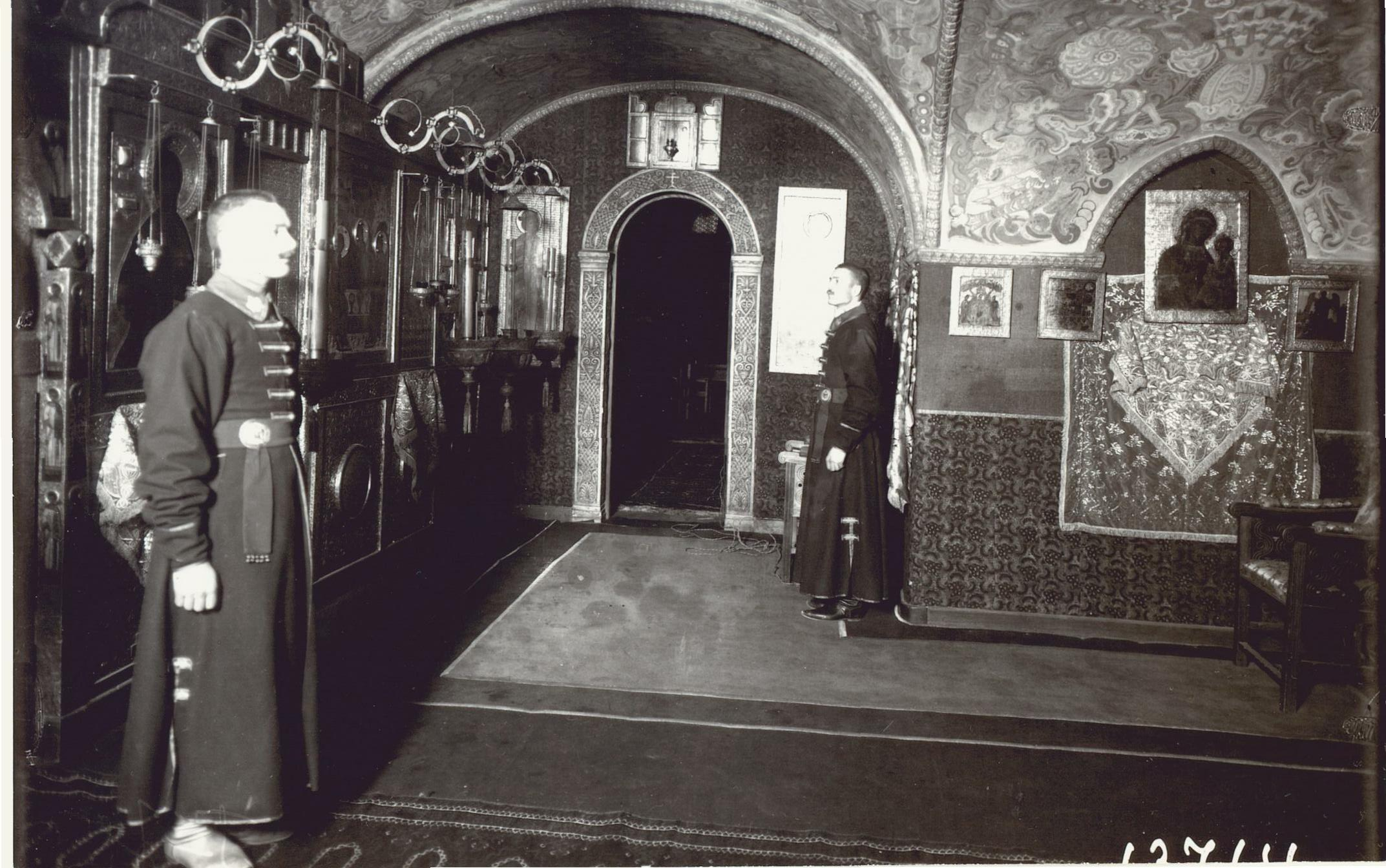
Нижний храм. Фото 1912 года

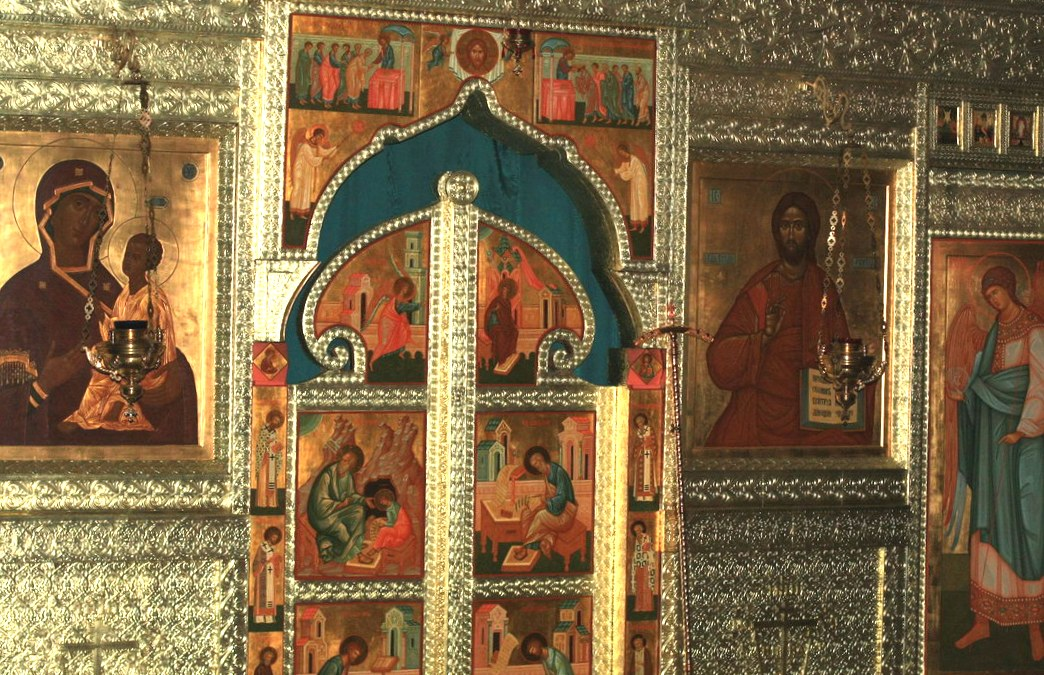
Центральная часть иконостаса нижнего храма. Фото 2009 года

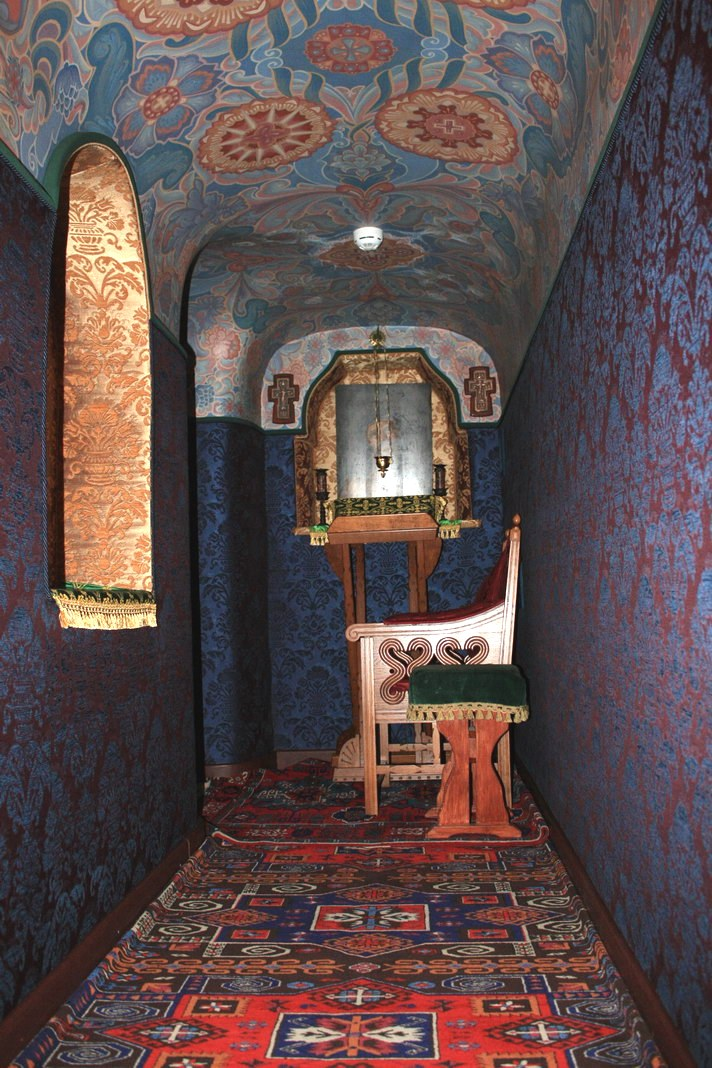
Нижняя молельня императрицы. Фото 2009 года

В стенах присутствуют углубления для икон. Все стены от пола до потолка обтянуты темной материей, панели украшены синей набойкой с тёмно-красными цветами древнерусского рисунка. По северной и южной стенам были подвешены ряды лампад, ближе к стене располагался второй ряд лампад.
Потолки сводчатые (высота около 3,6 метров), покрыты фресковым орнаментом в характере ярославской церкви Иоанна Предтечи XVII века с преобладанием светло-золотистой охры. Для росписи применялись новые минеральные краски, которыми на стенах сеней были написаны изображения рая и ада, а на потолке — «тверди небесной». Роспись была выполнена художниками-живописцами братьями Н. П. и Г. П. Пашковыми и В. С. Щербаковым при участии В. М. Васнецова. Росписи были воссозданы художниками В. Н. и Н. Лупановым с учениками.
Полы покрывали тёмно-красные ковры с широкой зелёной дорожкой.
В алтаре стены обтянуты светло-золотистой парчой без рисунка. На выступе восточной стены алтаря был расположен ряд небольших икон в слабо вызолоченных окладах. Дарохранительница представляла собой уменьшенную копию сени над могилой преподобного Серафима Саровского.
В связи с небольшой высотой храма иконостас состоял из одного яруса местных древних икон, дополненных деисусом. Среди них были образ Господа Вседержителя и Тихвинская икона Божией Матери старого московского письма; икона святителя Николая Чудотворца; икона Благовещения Пресвятой Богородицы «устюжского северного письма», выполненная строгановскими мастерами в Устюге; а также образ Святой Троицы XVII века и редкая Феодоровская икона Божией Матери. Иконы были украшены драгоценными камнями, жемчугом.
На правом клиросе против южных дверей алтаря находилось особое кресло, показывающее Царское место. Рядом располагалась «комната Их Величеств», она примыкала к южной части храма, представляла собой продолговатую комнату, будучи продолжением солеи. Комната была украшена иконами, шитыми пеленами и крестами.
Из царской комнаты дверь ведёт в верхний храм, а рядом — небольшой коридор, который, изгибаясь, приводит в алтарь. В этом коридоре в центре изгиба находилась молельня императрицы. В настоящее время убранство молельни повторяет дореволюционное. Кресло императрицы восстановлено по чертежам.
Для служителей собора по эскизам В. М. Васнецова было изготовлено специальное облачение, похожее на стрелецкий кафтан. В. М. Васнецов также создал эскизы одежды для певчих собора и облачений клира.

### Территория собора
Парадной площадью собора считалась площадь перед его южным фасадом. Императорская семья всегда подъезжала к храму через эту площадь. Площадь была освещена фонарями. В настоящее время территория перед западным фасадом собора не принадлежит ему.
На этой площади все члены семьи императора посадили по одному дубку, всего было семь дубков. Часть была спилена при оккупации. В настоящее время сохранилось только четыре.
От собора к Царскому вокзалу проходила липовая аллея. В 1950-х годах самые крупные липы были перевезены на реконструировавшийся Невский проспект.
19 мая 1993 года на территории храма произошла закладка, а 17 июля 1993 года — открытие и освящение бронзового бюста императора Николая II (скульптор В. В. Зайко).

## Святыни
В храме особо почитались:
- Древний список чудотворной Феодоровской иконы Божией Матери, преподнесённый 13 (26) марта 1910 года Николаю II московской депутацией в память пятнадцатилетия его царствования.
- Ковчег с частицей мощей преподобного Серафима Саровского[9].

В настоящее время почитается список Феодоровской иконы Божией Матери, обретённый в марте 1991 года.

## Настоятели
| Настоятели собора                              | Настоятели собора                                 |
| Даты                                           | Настоятель                                        |
| ---------------------------------------------- | ------------------------------------------------- |
| 15 (28) июля 1910 — 24 октября (6 ноября) 1916 | протоиерей Николай Алексеевич Андреев (1849—1916) |
| 24 октября (6 ноября) 1916 — 21 октября 1921   | протоиерей Афанасий Беляев (1845—1921)            |
| 1922 — 28 декабря 1930                         | протоиерей Алексий Кибардин (1882—1964)           |
| 21 октября 1931 — апрель 1932                  | иеромонах Варсонофий (Юшков) (1900—1938)          |
| апрель 1932 — июль 1933                        | протоиерей Александр Перкатов (1865 — после 1933) |
| 30 июля 1933 — 17 сентября 1933                | иеромонах Серафим (Иванов) (1880—…)               |
| 19 сентября 1933 — 29 января 1934              | иеромонах Феодор (Козлов) (1893—…)                |
| 1934—1991                                      | период закрытия                                   |
| декабрь 1991— ноябрь 1995                      | игумен Сергий (Кузьмин) (1953—2007)               |
| 29 ноября 1995 — 14 марта 2019                 | епископ Маркелл (Ветров) (1952—2019)              |
| 19 марта — 25 ноября 2019                      | протоиерей Геннадий Зверев (род. 1955)            |
| 25 ноября 2019 — по н. вр.                     | иерей Герман Ранне (род. 1985)                    |

Почётным настоятелем собора был протопресвитер военного и морского духовенства Георгий Шавельский.

## Традиции
В соборе ежегодно совершается литургия в ночь на 17 июля — день памяти святых Царственных мучеников, а также ночной чин погребения Божьей Матери в ночь на третий день после Успения — с 29 на 30 августа.
В Крещение Господне, 19 января, крестный ход из собора отправляется на водосвятие к источнику у Арсенала в Александровском парке.

## Прочие сведения
- Существует легенда, что при съёмке фильма «Айболит-66» в храме снимали эпизод с обезьянами, танцующих в пещере вокруг костра[18].
- В конце первой серии телефильма «Завещание Ленина» была использована кинохроника начала XX века с крестным ходом вокруг собора[27].